# Lotus script
Lotus script est un langage utilisé dans la programmation des bases Notes de Domino. Il est accessible via l'outil Designer.
Cet outil est plus puissant que les formules mais aussi plus complexe. Le langage est interprété à l'exécution. D'un point de vue syntaxique, il s'apparente à Visual Basic mais enrichi des objets-classes propres à Domino. 
Il existe de nombreuses classes ; en voici quelques-unes : 
- NotesItem : champ d'un document
- NotesUiDocument : document « actif », celui qui a le focus
- NotesView : représente une vue

Exemple de code Lotus script : 

Dim session as New notessession
Dim nom_user as notesname
set nom_user = new notesname(session.Username)
Print "Bonjour " + nom_user.common           
Ce code affiche « Bonjour », puis le nom de l'utilisateur en cours dans la barre d'état Lotus Notes.
Remarque : son équivalent en langage Formule serait @Statusbar("Bonjour " + @Name([CN];@Username))